# Мекиро
Мекиро (фр. Île Mekiro) — остров на юго-востоке островов Гамбье в юго-восточной части архипелага Туамоту. Относится к заморскому сообществу Франции Французская Полинезия.

## Описание
Остров Мекиро расположен в центральной части лагуны Гамбье в 400 метрах к северо-западу от острова Акамару.
Представляет из себя небольшой песчаный остров, около 470 метров в длину. Площадь острова составляет 6 гектаров. Самая высокая точка острова составляет 60 метра над уровнем моря, на ней установлен металлический крест. Остров не населен людьми, на нем живет небольшое количество диких коз.